# Giáo hoàng Biển Đức V
Biển Đức V hoặc Bênêđictô V (Latinh: Benedictus V) là giáo hoàng thứ 131 của Giáo hội Công giáo. Theo niên giám Tòa Thánh năm 1806 thì ông đắc cử Giáo hoàng năm 964, là Giáo hoàng liền sau Giáo hoàng Gioan XII và ở ngôi Giáo hoàng trong 1 năm vài tháng. Niên giám tòa thánh năm 2003 xác định triều đại của ông bắt đầu từ ngày 22 tháng 5 năm 964 và kết thúc vào ngày 4 tháng 7 năm 966.
Giáo hoàng Benedictus sinh tại Rôma. Khi Giáo hoàng Gioan XII qua đời, ông được hàng vua chúa tại La mã đề cử lên ngôi Giáo hoàng nhưng đại đế Otto I không đồng ý.
Bởi thế khi Vua Otto I xâm chiếm được Rôma bèn cách chức ông xuống hàng phó tế và mang ông về Đức, đày sang Hamburg. Hoàng đế xem ông như là một ngụy giáo hoàng (Giáo hoàng giả, anti-pope). Khi Lêô VIII qua đời, Otto để cho ông được trở về Rôma, vì Otto chịu nhượng bộ yêu cầu dai dẳng của dân chúng Rôma. Sự đắc cử của cả hai Đức Leo và Benedictus đều được Giáo hội nhìn nhận.
Đức Leo VIII băng hà ngày 1 tháng 3 năm 965. Qua cái chết của vị Giáo hoàng và do áp lực của dân Pháp, Phổ và Rôma, vua Otto I đã nhận ra giá trị của việc bổ nhiệm của Benedictus V.
Benedictus V qua đời ở Hamburg ngày 4 tháng 7 năm 966 và được an táng trong nhà thờ chính tòa ở đây. Xương cốt của ông đã được vua Otto III mang lại về La Mã vào năm 988. Theo một số sử gia, đôi khi ông được xem là một Ngụy giáo hoàng.